# Raniel
Raniel Santana de Vasconcelos, mais conhecido como Raniel (Recife, 11 de junho de 1996), é um futebolista brasileiro que  atua como atacante. Atualmente joga pelo BG Pathum United.

## Carreira
Raniel começou sua carreira no futsal, e após se destacar, foi para o futebol de campo ao completar 15 anos. Adaptou-se rapidamente e se destacou como meia-atacante nas categorias de base do Santa Cruz, onde passou a ser tratado como uma joia. Aos 17 anos, disputou a primeira Copa São Paulo de Futebol Júnior, em 2014.

### Santa Cruz
Em 21 de junho de 2014, caiu no exame antidoping por uso de substância ilícita que acarretou 12 meses de suspensão.
Ainda conseguiu jogar o Campeonato Pernambucano sob efeito de liminar até o mês de maio, quando o STJD manteve a pena de um ano. O jurídico do clube reduziu a punição para seis meses, mas voltou a ser penalizado pela FIFA em 25 de agosto de 2015. Após cumprir a pena, retornou aos gramados no dia 16 de setembro de 2015, na partida contra o Boa Esporte, pelo Campeonato Brasileiro da Série B.
Apesar de tantos problemas na carreira, Raniel foi vitorioso pelo Santa Cruz, conquistando dois títulos pernambucanos, em 2015 e 2016, uma Copa do Nordeste, em 2016 e o acesso à Série A do Campeonato Brasileiro, em 2015, além do troféu de revelação do Pernambucano 2015.

### Cruzeiro
Em maio de 2016, acertou com o Cruzeiro, por empréstimo. Conseguiu se tornar um dos grandes nomes da equipe sub-20, marcando oito gols, cinco deles de falta, em 16 jogos. Com atuações empolgantes nos juniores e muita personalidade, passou a fazer parte do elenco profissional do time mineiro, em 2017.
Marcou seu primeiro gol pelo clube em 3 de maio de 2017, na vitória por 1–0 sobre a Chapecoense, pela Copa do Brasil, num belo chute de fora da área, logo aos 2 minutos de partida. Após receber passe de Alisson, Raniel protegeu a bola, livrou-se da marcação de Andrei Girotto e bateu firme com o pé direito, sem chances de defesa para o goleiro Elias.
Voltou a marcar pelo Cruzeiro em 20 de agosto de 2017, na vitória por 2–0 diante do Sport, em jogo válido pelo Campeonato Brasileiro. Aos 41 minutos do segundo tempo, aproveitou a sobra de bola na entrada da área, e bateu com força, no canto alto esquerdo, para marcar o gol.
Raniel fez uma boa temporada  em 2018, quando  balançou as redes nove vezes em 55 jogos disputados.

### São Paulo
Em 5 de julho de 2019, acertou com o São Paulo, assinando contrato de cinco anos com o clube paulista no valor de 15 milhões de reais.
Marcou seu primeiro gol pelo clube tricolor em 22 de julho de 2019, na vitória por 4-0 também sobre a Chapecoense, em jogo válido pela décima primeira rodada do Campeonato Brasileiro. Aos 10 minutos do segundo tempo, o jogador aproveitou o erro na saída de bola da zaga adversária, finalizando colocado no contrapé do goleiro.

### Santos
Em 11 de dezembro de 2019, assinou por quatro temporadas com o Santos, que em troca cedeu Vitor Bueno ao São Paulo em definitivo.

### Vasco
Em janeiro de 2022, foi emprestado ao Vasco. Marcou seu primeiro gol pelo clube carioca em 26 de janeiro de 2022, na vitória por 4-2 sobre o Volta Redonda, em jogo válido pela primeira rodada do Campeonato Carioca. Aos 32 minutos do primeiro tempo, o jogador estava bem posicionado na área assim aproveitando o cruzamento e cabeceando no contrapé do goleiro.
Na 35ª rodada da Série B 2022, O Vasco enfrentou o Sport Recife na Ilha do Retiro, pressionado em busca do acesso. Nos minutos finais da partida, quando o Vasco encaminhava para uma derrota, o clube teve um pênalti e Raniel chamou a responsabilidade, mesmo com o estádio lotado e a grande pressão de perder o acesso, ele converteu o pênalti, fazendo a sua equipe pontuar, o que seria importante para o final da competição.
Raniel terminou a temporada 2022 como artilheiro do Vasco com 16 gols, além de ter participado da campanha que conduziu o Vasco de volta a série A do Brasileirão.

### Retorno ao Santos
No dia 14 de dezembro de 2022,  Raniel se apresentou para o começo da pré-temporada 2023.
Com a concorrência no ataque e com poucas oportunidades na temporada onde jogou 2 partidas e 36 min. em 13 de março de 2023, Raniel e Santos recindiram o contrato que era válido até o final de 2023.
Em sua duas passagens pelo Peixe Raniel fez 35 jogos e apenas 3 gols marcados pelo clube.

### Qingdao West Coast
Raniel foi anunciado em 4 de abril de 2023, como o novo reforço do Qingdao Westcoast, clube da segunda divisão da China.

## Títulos
Santa Cruz
- Campeonato Pernambucano: 2015, 2016
- Copa do Nordeste: 2016

Cruzeiro
- Copa do Brasil: 2017, 2018
- Campeonato Mineiro: 2018, 2019

### Prêmios individuais
- 2015 - Revelação do Campeonato Pernambucano